# Chagny (Saône-et-Loire)
Chagny település Franciaországban, Saône-et-Loire megyében. Lakosainak száma 5402 fő (2022. január 1.). Chagny Corpeau, Chassagne-Montrachet, Bouzeron, Chaudenay, Demigny, Fontaines, Lessard-le-National, Remigny és Rully községekkel határos.

## Népesség
A település népességének változása:
| Lakosok száma | 5669 | 5668 | 5695 | 5543 | 5535 | 5528 | 5516 | 5454 | 5402 |
|               | 2013 | 2015 | 2016 | 2017 | 2018 | 2019 | 2020 | 2021 | 2022 |